# Гросгайрат
Гросгайрат (нім. Großheirath) — громада в Німеччині, розташована в землі Баварія. Підпорядковується адміністративному округу Верхня Франконія. Входить до складу району Кобург.
Площа — 22,27 км2. Населення становить 2647 ос. (станом на 31 грудня 2020).